# Alceu Ravanello Ferraro
Alceu Ravanello Ferraro, nascido Alceu Ravanello Ferrari (Júlio de Castilhos, 26 de fevereiro de 1935 - Porto Alegre, 17 de outubro de 2019) foi um sociólogo, pesquisador, professor universitário e ex-clérigo brasileiro, além de ser o primeiro reitor eleito da Universidade Federal do Rio Grande do Sul (UFRGS), em 1988.

## Formação intelectual
Nascido no ano de 1935, no interior de Júlio de Castilhos (RS), viveu a infância  e  concluiu  os  estudos  primários  na localidade chamada Vila Barril, que mais tarde se tornaria o   município de Frederico Westphalen. Aos   treze   anos   de   idade, ingressou  no Seminário  São  José,  em  Santa Maria,  um  caminho  o  qual,  dadas  as  condições inerentes  à  vida  rural  do  período,  seria  “o  único  caminho  possível  para  prosseguir  nos  estudos”, além da influência pelo fato de ter tido quatro irmãos ordenados na Igreja Católica.
A opção pelo sacerdócio lhe   permitiria, mais adiante, ingressar na educação superior em  Roma,  na Itália, pela Pontifícia Universidade Gregoriana (PUG) onde,  entre 1956 e 1963, bacharelou-se em Teologia e Ciências  Sociais (Sociologia), além de cursar mestrado nesta última área. Em  1964, já concluíra igualmente os estudos relativos a seu doutorado, faltando apenas a tese  - que viria a ser redigida no Brasil, 1964 e 1968. Intitulada "Igreja e Desenvolvimento: O Movimento de Natal", sua tese de doutoramento teve a publicação impedida pela outorga do Ato Institucional nº 5 (AI-5) pela Ditadura militar brasileira.

## Obras publicadas
- Igreja e Desenvolvimento: O Movimento de Natal (1968)[7]
- Relações entre Variáveis Demográficas, Econômicas e Educacionais (1980)
- Movimentos Sociais: revolução e reação (com Marlene Ribeiro) (1999)
- Trabalho Educação Lazer construindo políticas públicas. (com Marlene Ribeiro) (2001)
- História inacabada do analfabetismo no Brasil (2009)